# Фокін Вітольд Павлович
Фо́кін Віто́льд Па́влович (25 жовтня 1932, Новомиколаївка, Дніпропетровська область, тепер Запорізька область — 20 березня 2025, Київ) — український радянський державний діяч, Прем'єр-міністр України (23 жовтня 1990 — 1 жовтня 1992). Депутат Верховної Ради УРСР 10—11-го скликань. Народний депутат України 1-го скликання (у 1991—1994 роках). Член Ревізійної комісії КПУ в 1976—1981 роках. Член ЦК КПУ в 1981—1991 роках. Член ЦК КПРС у 1990—1991 роках. Депутат Верховної Ради СРСР 11-го скликання (у 1988—1989 роках). Народний депутат СРСР у 1989—1991 роках. Кандидат технічних наук, професор. Внесений до бази українського сайту «Миротворець» 31 серпня 2020 року за свідому участь в антиукраїнських пропагандистських заходах, заперечення російської агресії та участь у спробах легалізації російсько-терористичних формувань на окупованій частині Донецької та Луганської областей.

## Біографія

### Ранні роки
Вітольд Фокін народився 25 жовтня 1932 року в с. Новомиколаївка, в родині учителів. 1954 року закінчив гірничий факультет Дніпропетровського гірничого інституту за спеціальністю «розробка родовищ корисних копалин» й дістав призначення на шахти Луганщини. Із серпня 1954 по серпень 1963 року працював помічником начальника та начальником дільниці на шахті «Центральна-Боківська» (1954—1957), заступником головного інженера та головним інженером шахти № 32—32 біс, начальником шахтоуправління № 32 тресту «Боковоантрацит» (1957—1963) у місті Боково-Антрацит Луганської області. Член КПРС з 1967 року.
Від серпня 1963 до вересня 1971 року працював заступником начальника комбінату «Донбасантрацит» у Красному Лучі, керуючим тресту «Первомайськвугілля» в Первомайську, головним інженером комбінату «Ворошиловградвугілля» в Стаханові, начальником комбінату «Свердловантрацит» у Свердловську Ворошиловоградської області (нині Довжанськ Луганської області).
У 1971 році направлений на роботу до Держплану УРСР: начальник відділу (1971—1972), заступник голови (1972—1979), перший заступник голови (1979—1987), заступник голови Ради міністрів — голова Держплану УРСР (21 липня 1987 — серпень 1990), заступник голови Ради міністрів — голова Державного комітету УРСР з економіки (серпень 1990 — жовтень 1990).

### Прем'єр-міністр України
23 жовтня 1990 року на Вітольда Фокіна було покладено виконання обов'язків голови Ради Міністрів України. 14 листопада того ж року був затверджений на цій посаді. З 18 квітня 1991 року — прем'єр-міністр УРСР. Отримував пропозицію від Михайла Горбачова очолити уряд СРСР, але відмовився.
З 24 серпня 1991 року по 1 жовтня 1992 року — прем'єр-міністр України. У часи прем'єрства Фокіна країна перебувала в гострій економічній кризі. 8 грудня 1991 року разом із президентом України Леонідом Кравчуком від імені України підписав Біловезькі угоди про ліквідацію СРСР. Після смерті Геннадія Бурбуліса 19 червня 2022 року Вітольд Фокін залишався останнім живим підписантом угод.

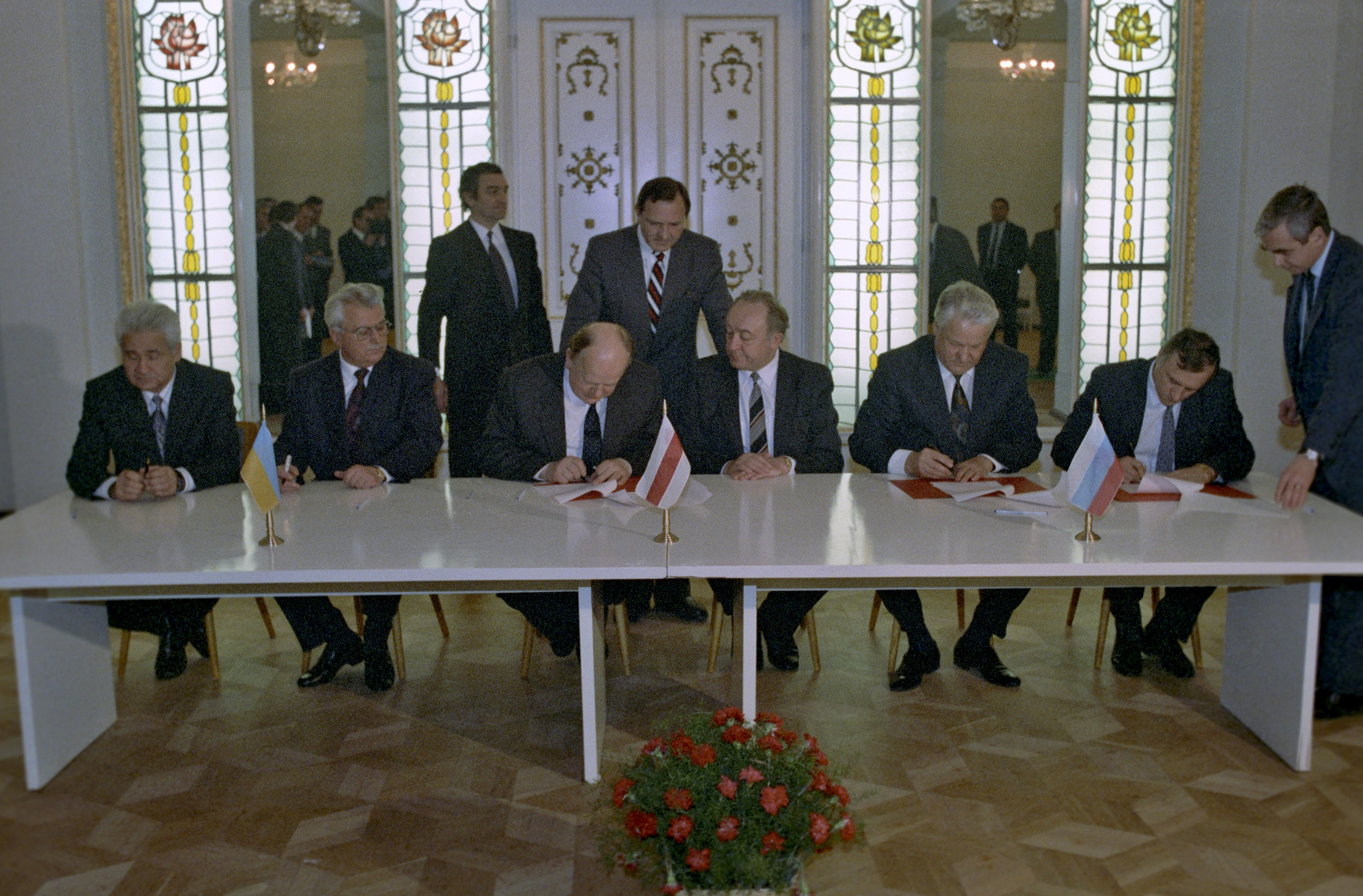
Вітольд Фокін (крайній ліворуч) під час підписання Біловезьких угод

Фокін — один із тих, хто підписав Угоду урядів Білорусі, Росії та України про впровадження узгодженої економічної політики. У цьому документі передбачалося проведення скоординованих реформ із послідовним упровадженням ринкових механізмів, продумана трансформація форм власності, забезпечення вільного підприємництва. Було, зокрема, записано: «… підприємці трьох країн будуть утримуватися від заподіяння шкоди один одному». У цьому документі містилася домовленість — будувати економічні відносини на базі чинної грошової одиниці — карбованця (рубля), а перехід, у перспективі, на національну валюту вимагав попереднього сповіщення. Голови урядів зобов'язувалися проводити політику обмеження грошової емісії, упроваджувати механізми ефективного контролю над грошовою масою, удосконалювати систему взаємозаліків, проводити узгоджену політику скорочення дефіциту бюджетів, координувати ставки податку на додану вартість.
З 1991 року Фокін на громадській роботі: депутат Верховної Ради СРСР 12-го скликання від Лисичанського територіального округу Луганської області, народний депутат Верховної Ради України 12-го (1-го) скликання (1991—1994 рр.) від Дарницького виборчого округу № 6 міста Києва. У групи та фракції не входив.

### Після прем'єрства
З 1993 року обіймав посаду наукового співробітника Інституту світової економіки та міжнародних відносин. Президент Міжнародного Фонду гуманітарних і економічних зв'язків України з Російською Федерацією, член Вищої економічної Ради при Президенті України (1997—2001). З 1999 року президент Луганського земляцтва в м. Києві (зараз — Почесний Президент).
Перший заступник глави української делегації в ТКГ (з 18 серпня 2020 року). На цій посаді відзначився участю в спробах легалізації російсько-терористичних формувань на окупованій території Донбасу, за що був занесений до бази Центру Миротворець.
30 вересня 2020 року Президент України Володимир Зеленський підписав указ щодо виведення Вітольда Фокіна зі складу делегації України в Тристоронній контактній групі з ситуації на Донбасі та звільнив його від обов'язків першого заступника голови делегації.
27 березня 2022 року, під час повномасштабного вторгнення РФ, одна з російських ракет влучила в будинок Фокіна. Сам Фокін не постраждав, тому що був на той момент у Молдові.

### Смерть
Помер 20 березня 2025 року у віці 92 років у Києві. Похований 23 березня поруч із дружиною на Байковому кладовищі.

## Родина
- Дружина Таміла Григорівна Фокіна (померла в 2023 році)[14].
- Син — Ігор, колишній заступник голови правління СП «Девон», ведучий проєктів Україно-дагестанських економічно-гуманітарних відносин, а також займається банковсько-фінансовою інвестиційною діяльністю[15][16], крім того, невизнаний поет[17].
  - Онука Марія (6 березня 1986) — співачка[18][19][15].
- Дочка Наталія Вітольдівна.
  - Онук — Олег Ігорович Замалдінов. Має бізнес у галузі страхування та автомобільного транспорту. Співзасновник компаній Autoguard[20], RZ-Rentals, SEOrent.
    - Правнук — Олексій Олегович Замалдінов — програміст, працює в авіакомпанії Sky-up.

## Скандальні політичні заяви
- Після призначення в ТКГ заявив, що Росія змушена була забрати Крим, оскільки його б забрали американці[21].
- Свою посаду в ТКГ, за даними ЗМІ, отримав завдяки своїй онучці Марії, яка товаришує з Андрієм Єрмаком[22].
- Стосовно війни з Росією на Донбасі Фокін 29 вересня 2020 на засіданні комітету Верховної Ради з державного будівництва заявив, що «не бачить ніякого підтвердження того, що там ведеться війна між Україною та Росією». Тоді ж він заявив, що «на Донбасі слід провести місцеві вибори, оголосити загальну амністію, тому що вона „деморалізує супротивника“»[23], на що Голова Офісу президента України Андрій Єрмак заявив, що перший заступник голови делегації України в ТКГ Вітольд Фокін має піти з Тристоронньої контактної групи[24], а міністр внутрішніх справ Арсен Аваков закликав відправити першого заступника голови делегації України в ТКГ Вітольда Фокіна «знову на пенсію»[25].
- Після того, як Вітольд Фокін в публічному середовищі зауважив, що існує потреба в наданні особливого статусу не тільки окупованій частині території України, а й для всієї території Донецької та Луганської областей, інформацію стосовно нього було внесено до бази Українського волонтерського сайту «Миротворець» 31 серпня 2020 року[26].

## Цікаві факти
- В. П. Фокін зробив віршовий переказ-переклад поеми О. С. Пушкіна «Руслан і Людмила» українською мовою; він вийшов у харківському видавництві «Фоліо».

## Державні нагороди
- Орден князя Ярослава Мудрого IV ст. (25 жовтня 2012) — за визначний особистий внесок у державне будівництво, багаторічну громадську діяльність та з нагоди 80-річчя від дня народження[27]
- Орден князя Ярослава Мудрого V ст. (22 жовтня 2002) — за визначні особисті заслуги перед Україною в галузі державного будівництва, багаторічну сумлінну працю[28]
- Два ордени Трудового Червоного Прапора, орден «Знак Пошани» (СРСР)
- повний кавалер знаку «Шахтарська слава»
- повний кавалер знаку «Шахтарська доблесть»
- Лауреат Державної премії України в галузі науки та техніки
- Відзнака Президента України — ювілейна медаль «25 років незалежності України» (2016).[29]